# Notre-Dame-des-Champs
Notre-Dame-des-Champs - stacja linii nr 12 metra  w Paryżu. Stacja znajduje się w 6. dzielnicy Paryża. Została otwarta 5 listopada 1910.